# 平易
| ウィキペディアには「平易」という見出しの百科事典記事はありません（タイトルに「平易」を含むページの一覧/「平易」で始まるページの一覧）。 代わりにウィクショナリーのページ「平易」が役に立つかもしれません。 |